# Symmetrodes sciocosma
Symmetrodes sciocosma är en fjärilsart som beskrevs av Edward Meyrick 1888. Symmetrodes sciocosma ingår i släktet Symmetrodes och familjen björnspinnare. Inga underarter finns listade i Catalogue of Life.